# Babșa, Timiș
Babșa (maghiară Babsa) este un sat în comuna Belinț din județul Timiș, Banat, România.

## Localizare
Satul Babșa se situează în zona de est a județului Timiș, la 8 km nord de Belinț și 15 km nord-vest de municipiul Lugoj, pe partea dreaptă a Râului Bega, pe cursul mijlociu al acestuia. Satul se află pe un deal la 2 km față de acesta, fapt care-l protejează de inundații. Accesul la Babșa se poate efectua dinspre sud, pe drumul comunal 83 care leagă Babșa de Belinț și de drumul național DN6. La vest se leagă de Ghizela pe drumul comunal 83 iar la est cu satul Târgoviște.

## Istorie

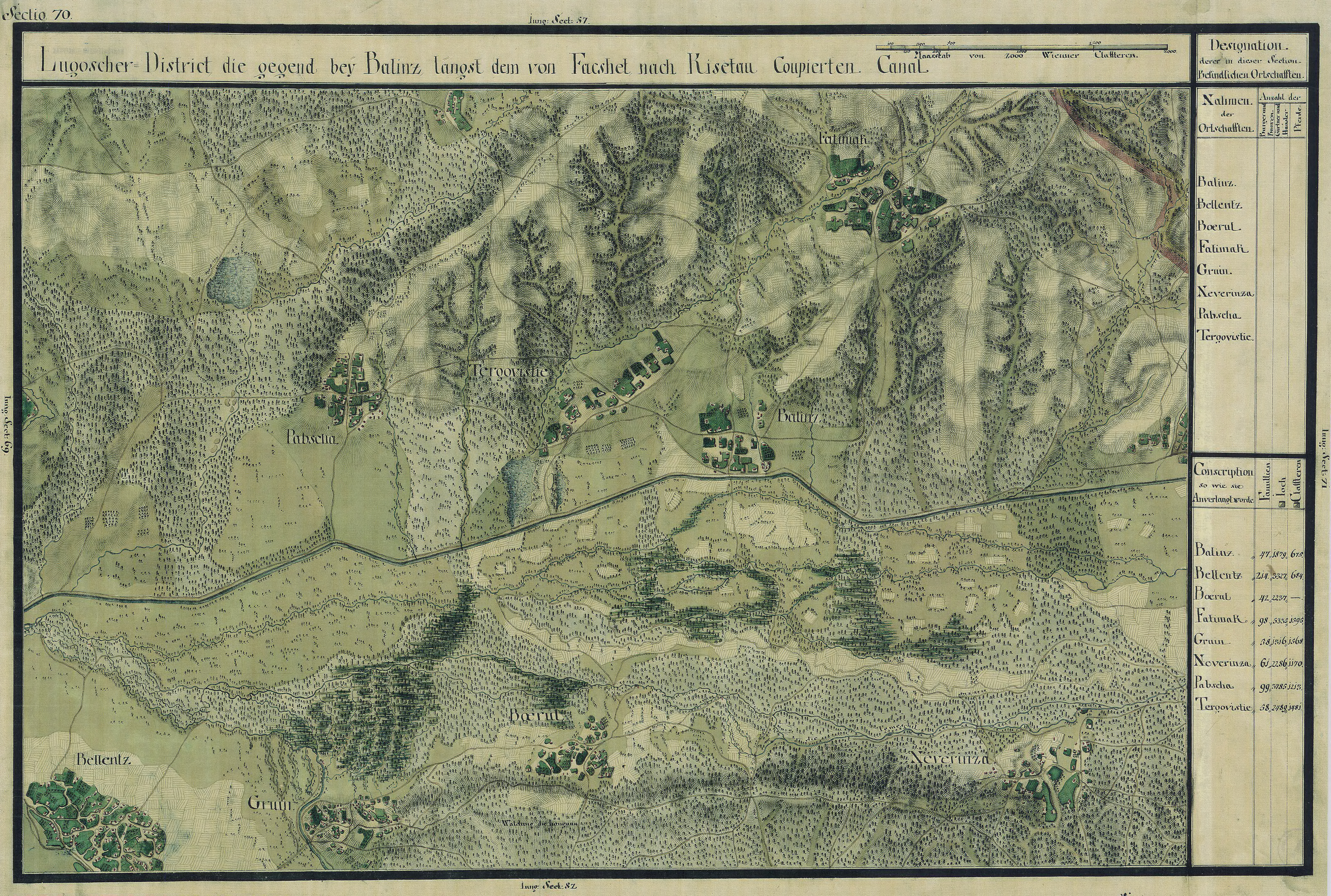
Babşa în Harta Iosefină a Banatului, 1769-72

Documentar, satul Babșa este aminit pentru prima dată notat într-o diplomă nobiliară din 1488, dar, pentru că la data respectivă exista o Babșa formată din 3 mici localități: Babșa Superioară (de sus), Babșa Inferioară (de jos, pe partea stângă a râului Bega), Babșa Mijlocie (de jos, pe partea dreaptă a râului Bega), se poate concluziona că Babșa datează dinainte de anul 1400. Cele trei mici sate s-au unificat definitiv înainte de 1800. 
Babșa a fost și este un sat locuit de români creștini. În prioada medievală el a trecut prin mâna mai multor proprietari precum familia nobiliară Cziko Pomazi la 1488 sau comitele de Arad Francisc de Horozath, la 1510. Într-un defter otoman din 1554, este consemnată cu 42 case. Până la sfârșitul secolului XVII satul nu a mai fost aminitit nicăieri. Însemnările lui Marsigli (1690 - 1700) reiau firul istoric atunci când amintesc Babșa ca aparținând districtului Lunca Lipovei. În continuare, satul este atestat de mai multe ori. Conscripția austriacă de la 1717, anul cuceririi Banatului de către aceștia, menționează că Babșa avea 40 de case. Harta contelui Mercy din 1723 plasează Babșa în districtul Făget iar dicționarul lui Korabinszkydin 1786 în districtul Lugoj.
Până la mijlocul secolului XVIII, satul se găsea răsfirat pe ambele maluri ale Begheiului, dar, din cauza inundațiilor frecvenete, vatra s-a mutat mai spre nord iar cătunele componente s-au unit. La 1851 se specifică despre Babșa că este o „localitatea românească cu 710 locuitori greco-neuniți, cu biserică de lemn”. În 1890 avea 895 de locuitori dintre care 882 români, 5 germani și 8 de alte naționalități.

### Colonia maghiară
În primii ani ai secolului XX a avut loc colonizarea cu maghiari. În această perioadă, rocesul de maghiarizare a fost accelerat în tot Banatul. Colonizarea maghiarilor la Babșa, alături de alte sate din zonă, precum Bodo, Balinț, Târgoviște, Iosifalău, Țipari, Stanciova, Dumbrăvița, Fibiș, Dumbrava și Făget, au avut ca scop spargerea blocului compact al satelor românești  din patrulaterul Timișoara - Lugoj - Făget - Lipova.
Colonia a fost planificată în minime detalii și stabilită pe un teritoriu împădurit la 200 m de sat, în partea de vest, dincolo de pârâul Eruga. În 1903, la Babșa a venit un delegat de la Budapesta care a făcut măsurători, a studiat zona, a luat probe de sol. A urmat defrișarea pădurii care acoperea spațiul viitoarei colonii. La defrișări au muncit românii din Babșa, care au primit în schimb dreptul de a cultiva pământul respectiv pe o perioadă de 3 ani (1903 - 1906). După defrișarea vetrei, s-au trasat intravilanele, s-au parcelat spații pentru 81 de case, s-au trasat străzi largi, cu trotuare pietruite, trotuare, sistem de scurgeri, fântâni la fiecare colț. Casele au fost construite cu un an înainte de sosirea coloniștilor, de către meșteri din Darova. În total s-au construit numai 55 de case din 81, întrucât doar atâtea familii au optat pentru stabilirea în colonie.
În 1906 au venit coloniștii maghiari. Ei proveneau în mare parte din Ungaria de Nord și din Sudul Slovaciei de azi, dar și câțiva din comitatele Ungariei de Mijloc și de Sud. Contrar principiilor discriminatorii ale politicii de maghiarizare, românii și maghiari din Babșa au conviețuit în bune relații. Colonia a decăzut cu timpul și este azi pe cale de dispariție. Majoritatea caselor au fost abandonate sau dărâmate, iar majoritatea locuitorilor s-au mutat la oraș. În prezent mai sunt circa 12 case. În anii '70, una dintre gospodăriile maghiare a fost dusă la Muzeul Satului Bănățean din Timișoara.